# Gmina Sheridan (hrabstwo Cherokee, Iowa)

Położenie Gminy Sheridan w hrabstwie Cherokee

Gmina Sheridan (ang. Sheridan Township) – gmina w USA, w stanie Iowa, w hrabstwie Cherokee. Według danych z 2000 roku gmina miała 716 mieszkańców, a jej powierzchnia wynosi 94,2 km².